# Soseforliset 1678
Soseforliset nat til 5. december 1678 var et af Danmarkshistoriens største skibsforlis, og foregik under den Skånske Krig langs Bornholms sydkyst ved Sose Rev mellem Sose Odde og Pedersker Sømark, også kaldet Sose Vig eller Sose-bugten.

## Forliset
En armétransport på 25 skibe fra Pommern til Sverige kom på grund af snestorm og dårlig sigt for tæt på land, så op mod 19 skibe gik på grund og 15 af dem forliste med 1.000 til 1.500 omkomne.
De svenske styrker i Pommern havde overgivet sig til kurfyrst Frederik Vilhelm den Store af Brandenburg-Preussen. Armétransporten var undervejs fra Peenemünde og Stralsund til Karlshamn og Kalmar med 3.400 mænd og 600 kvinder og børn ombord, mange af dem krigsfanger på vej hjem til Sverige.
På Bornholm var en lokal milits vidne til katastrofen, heriblandt en af frihedskæmperne fra den bornholmske opstand i 1658, Jens Kofoed, som foreslog, at man skulle slå de skibbrudne ihjel, men så vidt kom det dog ikke.

## Vragene
Vragene ligger på havbunden under et tykt lag sand, så under gunstige forhold har fritidsdykkere mulighed for at gøre interessante fund. Dette er bl.a. sket i 2009, hvor der blev fundet nogle fine ting i sølv.

## Eksterne links
- Soseforliset Arkiveret 22. januar 2015 hos  Wayback Machine 1678 Arkiveret 22. januar 2015 hos  Wayback Machine - bornholmsmuseum.dk
- Sose Odde - Skibskatastrofen 1678 - 367ture.dk

- Sølvskat fundet på Bornholm - Jyllands-Posten 30. juni 2009
- Dykker finder sølvskat fra skibsforlis i 1678 - Kristeligt Dagblad 1. juli 2009
- Sølvskat fundet på havets bund - narhvalen.dk 23. januar 2010
- Foredrag om danmarkshistoriens største forlis - Alt om Historie 13. februar 2011
- Danmarkshistoriens største forlis er stort set glemt - DR 22. januar 2015
- Stort forlis i Danmarkshistorien overses - Maritime Danmark